# Maksudur Rahman Mostak
Maksudur Rahman Mostak là một cầu thủ bóng đá người Bangladesh hiện tại thi đấu ở vị trí  thủ môn cho Sheikh Jamal Dhanmondi Club ở Bangladesh League.